# Classe Aigle
Pour les articles homonymes, voir Aigle (homonymie).
La classe Aigle est une classe de six contre-torpilleurs de la marine nationale française, mis sur cale à partir de janvier 1929, portant le nom de rapaces (Aigle, Vautour, Gerfaut, Milan, Épervier) à l'exception de l' Albatros, et entrés en service entre décembre 1931 et juin 1932.
Ils suivaient la classe de six contre-torpilleurs de classe Guépard entrés en service entre août 1929 et janvier 1931, et dont ils ne différaient que par un armement plus moderne (canon semi-automatique modèle 1927) et un télémètre stéréo. Ils possédaient ainsi la même silhouette caractéristique à "quatre tuyaux". Ils précédaient les six contre-torpilleurs de classe Vauquelin entrés en service entre décembre 1932 et juin 1934.

## Caractéristiques
- Longueur : 128,50 m
- Largeur : 11,69 m
- Tirant d'eau en charge : 3,49 avant, 4,97 arrière.
- Déplacement :2 441 tonnes Washington, 2 660 tonnes en charge normale, 3 140 tonnes à pleine charge.
- Propulsion : Puissance 64 000 ch (Appareil évaporatoire : 4 chaudières timbrées à 20 kg/cm2, Yarrow ou Penhoët - Appareil propulsif : 2 turbines Parsons, Rateau ou Zoelly. 2 hélices à 3 pales fixes)
- Vitesses : En formation : 35/36 nœuds. Aux essais : De 38,66 nœuds (Aigle) à 41,94 nœuds (Epervier), selon les bâtiments.

Artillerie
- 5 canons de 138,6 mm (5x1),
- 4 canons de 37 mm AA (4x1),
- 4 mitrailleuses de 13,2 mm AA (2x2),
- 6 tubes lance-torpilles de 550 mm (2x3)
- 2 grenadeurs de sillage (16 grenades) et 4 grenadeurs Thornycroft (12 grenades)

Équipage : 230 hommes (10 officiers, 34 officiers mariniers, 186 quartiers-maîtres et matelots).
L'appareil évaporatoire des deux dernières unités de la classe Aigle, le Milan et l'Epervier, était constitué de quatre chaudières à vapeur surchauffée, timbrées à 27 kg/cm2 au lieu de 20 kg/cm2. Aussi, ils étaient légèrement plus puissants (68 000 ch au lieu de 64 000 ch) que leurs quatre sister-ships.
Autres différences plus visibles celle-là, ils étaient armés de sept tubes lance-torpilles (une plateforme triple axiale et deux doubles, une sur chaque bord) au lieu de six tubes (2 plateformes triples axiales). Les projecteurs n'étaient plus installés sur la passerelle mais montés sur l'avant de la 3e cheminée.
À l'exception des chaudières à vapeur surchauffée, ces nouvelles dispositions furent reprises sur les six Vauquelin qui avaient le même design.

## Navires

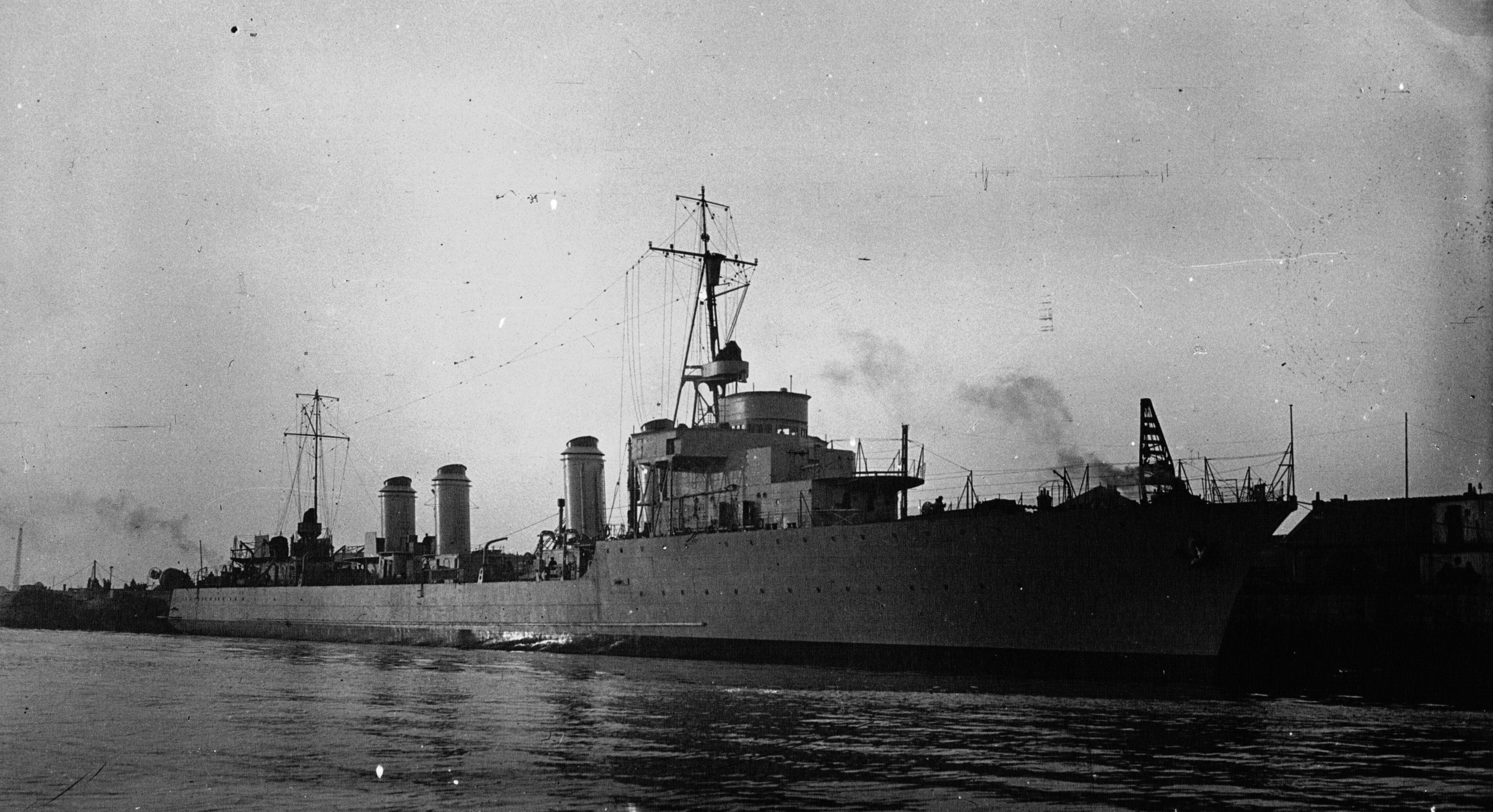
L'Aigle en armement à Dunkerque, peu après son lancement.

- Aigle, construit par les Chantiers de France à Dunkerque, lancé le 12 février 1931, mis en service en 1932[1], coulé lors du sabordage de la flotte française à Toulon le 27 novembre 1942, renfloué par les Italiens et coulé une seconde fois lors d'un bombardement en novembre 1943.
- Gerfaut, construit par les Chantiers de Bretagne à Nantes, lancé le 14 juin 1930, mis en service en 1932[1], coulé lors du sabordage de la Flotte à Toulon.
- Vautour, construit par les Forges et Chantiers de la Méditerranée au Havre, lancé le 28 août 1930, mis en service en 1931[1], coulé lors du sabordage de la Flotte à Toulon.
- Albatros, construit par les Chantiers de la Loire à Nantes, lancé le 27 juin 1930, mis en service en 1931[1], participe à l'opération Vado le 14 juin 1940 où il est touché par l'obus d'une batterie côtière italienne, 12 marins sont tués. Avarié à Casablanca, en combattant contre le débarquement Allié en Afrique du Nord le 8 novembre 1942. Il fut renfloué par les Forces françaises combattantes et servit de navire école de canonnage après la guerre. Déclassé en 1959, il sert de brise-lame à l'île du Levant[2] et puis il est démoli en 1967.
- Milan, construit par l'arsenal de Lorient, lancé le 13 octobre 1931, mis en service en 1934[1]. Il participe à la campagne de Norvège entre avril et juin 1940[3]. Le 15 juin 1940, il quitta Brest pour Plymouth avec à son bord le général de Gaulle (qui retournera le lendemain sur Bordeaux avant de s'envoler définitivement pour Londres) ainsi que de l'eau lourde que le gouvernement français voulait mettre à l'abri[4]. Coulé le 8 novembre 1942 devant Casablanca lors du débarquement Allié en Afrique du Nord.
- Épervier, construit par l'arsenal de Lorient, lancé le 14 août 1931, mis en service en 1934[1], participe à la campagne de Norvège entre avril et juin 1940[3]. Coulé le 9 novembre 1942 devant Oran lors du débarquement alliés en Afrique du Nord.